# Fliegerzielgeschwader 2
Das Fliegerzielgeschwader 2 war ein Verband der Luftwaffe der Wehrmacht im Zweiten Weltkrieg. Als Fliegerzielgeschwader, ausgestattet mit verschiedenen Flugzeugen, diente es der Schießausbildung der Flakartilleristen, indem es die Zieldarstellung in der Luft übernahm. Es wurde am 3. September 1944 aufgelöst.

## Geschichte
Der Geschwaderstab entstand am 1. Dezember 1943 im deutschbesetzten Charleville (Lage), während die I. Gruppe zeitgleich in Köln und die II. bis III. Gruppe zeitgleich in Chartres (Lage) gebildet wurden.
Das Geschwader unterstand der Flieger-Zieldivision, die wiederum der Luftflotte 10 unterstellt war.
Der Geschwaderstab, die II. Gruppe, die III. Gruppe und die IV. Gruppe wurden am 3. September 1944 aufgelöst. Zuvor war schon im Juni 1944 die I. Gruppe in die Fliegerzielgruppe III umgewandelt worden. Damit hatte das Geschwader aufgehört zu bestehen.

## Bekannte Geschwaderangehörige
- Hermann Josef von dem Bongart (1897–1952), war Sportschütze und Vize-Weltmeister im Wurfscheibenschießen